# Joseph Minala
Joseph Marie Minala (* 24. August 1996 in Yaoundé) ist ein kamerunischer Fußballspieler. Der Mittelfeldspieler Spielte etliche Jahre in Italien.

## Karriere
Minala kam mit 15 Jahren nach Italien und wurde 2013 von der Scoutingabteilung Lazio Roms entdeckt, die Minala in ihren Juniorenbereich aufnahmen. Bereits in der Rückrunde der Saison 2013/14 verbuchte er seine ersten Profieinsätze für die Laziali. Am 6. April 2014 wurde Minala beim 2:0-Sieg gegen Sampdoria Genua eingewechselt und absolvierte damit sein Debüt in der Serie A. Im Sommer 2014 wurde Minala zunächst an den FC Bari 1908 verliehen, für den er in 18 Partien auf dem Platz stand. Ein Jahr später folgte ein Leihgeschäft mit der US Latina, wo Minala jedoch nur in drei Partien zum Einsatz kam, sodass die Leihe Anfang 2016 aufgelöst wurde. Kurz darauf wurde er wieder an den FC Bari 1908 verliehen.
Im Januar 2017 wurde Minala für eineinhalb Jahre an die US Salernitana verliehen. Nach einem halben Jahr bei Lazio wurde er erneut an Salernitana ausgeliehen. Im Sommer 2019 kehrte er nach Rom zurück, für das Jahr 2020 wurde er an den chinesischen Erstligisten Qingdao Huanghai ausgeliehen.
Am 25. Oktober 2021 wurde Minala von dem italienischen Drittligisten Lucchese 1905 verpflichtet. Zur Saison 2022/23 wechselte er innerhalb der Serie C zu Olbia Calcio 1905.

## Trivia
Minala wurde im Jahr 2014 vorgeworfen, er habe falsche Altersangaben getätigt und er sei bereits älter als 40 Jahre. Sowohl Minala selbst, als auch sein Verein Lazio Rom widersprachen dem Vorwurf. Die FIGC konnte keine Unregelmäßigkeiten feststellen.